# Comparaison entre le nazisme et le communisme
Des comparaisons entre le nazisme et le communisme ont été effectuées par plusieurs historiens, philosophes politiques et intellectuels, du fait des similitudes techniques de la logistique totalitaire entre nazisme et stalinisme (quadrillage policier de la société, hiérarchie étatique dictatoriale étouffant l'expression de la base populaire, propagande omniprésente embrigadant la population, culte de la personnalité du chef de l'État, système répressif hypertrophié allant jusqu'aux massacres de masse dans ses actions, et réseau de camps de détention). Certains, comme l'Allemand Ernst Nolte, y voient deux systèmes qui s'articulent en action-réaction. Dans son livre Le Passé d'une illusion, François Furet note que nazisme et communisme partagent une même opposition envers la démocratie libérale et ce qu'ils nomment la « bourgeoisie capitaliste »,,. Les deux idéologies se réclament du socialisme et utilisent son image l'une comme l'autre, les principaux pays communistes s'affichant « socialistes » et « nazisme » étant une abréviation de national-socialisme. Le Troisième Reich et l'URSS de Staline sont définis par la philosophe allemande Hannah Arendt comme des régimes « totalitaires » (Arendt compare le nazisme et le communisme en tant que régimes politiques, et non sur le plan idéologique), qualificatif également appliqué par les médias aux régimes de Mao Zedong, de Pol Pot ou de Kim Il-sung.
L'historien Alain Besançon aborde également ce thème et, face au volume comparé des études, des publications, des documentaires et des fictions consacrées respectivement au nazisme et au communisme, qualifie d'« hypermnésie historique » la manière dont sont exposés les crimes des nazis et d'« amnésie historique » la manière dont sont exposés ceux des États communistes.
D'autres historiens, dont certains encouragent cependant la poursuite d'études comparatives entre le nazisme et le communisme, jugent que les différences entre les deux systèmes idéologiques et politiques l'emportent sur leurs similitudes. Ainsi selon l'historien britannique Ian Kershaw, « la comparaison […] demeure superficielle » : « La comparaison du nazisme et du stalinisme permet donc de préciser un certain nombre de traits communs qui distinguent ces deux régimes d'autres formes d'autoritarisme moderne. La comparaison n'en demeure pas moins superficielle. Pour ce qui est du IIIe Reich, son principal mérite est d'éclairer la singularité du nazisme. ». Nicolas Werth, coauteur du Livre noir du communisme, estime que « plus on compare le communisme et le nazisme, plus les différences sautent aux yeux », et que Marc Ferro, qui ne les estime « pas comparables », critique l’« obsession » comparatiste. Ces positions sont à rapprocher de la critique du concept de totalitarisme, rejeté par une partie des soviétologues et des spécialistes du nazisme. Enfin selon Saul Friedländer, toute comparaison entre le nazisme d'une part, et le communisme ou le fascisme italien d'autre part se heurte au caractère central de l'antisémitisme dans l'idéologie nazie et à la spécificité de la Shoah dans l'histoire.

## Contenus des deux idéologies

### Nazisme
Le nazisme est l'idéologie politique du NSDAP, parti politique fondé en Allemagne en 1920. Il accède au pouvoir dans ce pays en 1933, lorsque son chef Adolf Hitler est nommé chancelier par le président Paul von Hindenburg. Cette nomination porte également le sceau d'une onction populaire, le NSDAP obtenant par exemple 37,2 % des voix aux élections législatives de juillet 1932. Né en Allemagne, le nazisme n'est pas conçu pour s'exporter idéologiquement, bien que les conquêtes hitlériennes pendant la Seconde Guerre mondiale ont peu ou prou imposé la politique du IIIe Reich dans les pays occupés. Son application politique prend donc place dans une économie industrialisée, durement frappée par la crise économique mondiale de l'entre-deux-guerres. Le Troisième Reich ne se maintient que pour une courte période de douze ans, presque entièrement marquée par la préparation et le déroulement de la Seconde Guerre mondiale.
L'idéologie nationale-socialiste se rapproche par certains aspects (corporatisme économique, nationalisme, autoritarisme, anticommunisme) de celles de mouvements politiques européens de l'entre-deux-guerres comme la Révolution conservatrice allemande ou le fascisme italien, auxquels elle est parfois associée. Elle comporte une vision politique racialiste essentielle, divisant hiérarchiquement l'espèce humaine en races, hiérarchie au sommet de laquelle se situait la « race aryenne ». Cette vision accorde une place centrale à l'antisémitisme, trouvant son application pratique dans la politique de spoliation puis d'extermination des juifs d'Europe de 1933 à 1945. Le nazisme est anticommuniste. Les nazis ont toujours réprimé les communistes, les ont internés dès leur accession au pouvoir dans leurs premiers camps de concentration, ont interdit et brûlé les textes des auteurs communistes. Si le mouvement nazi adopte à ses débuts un discours sinon révolutionnaire, du moins « anti-bourgeois » et « plébéien », il ne se traduit pas par un bouleversement des rapports de propriété une fois arrivé au pouvoir. Bien au contraire, la politique économique nazie favorise les intérêts du patronat allemand dans les années 1930 et se traduit par un renforcement des grands groupes industriels privés qui, selon Ian Kershaw, « prennent une part active au pillage, à l'exploitation, à la destruction et au massacre dans les territoires occupés ».
L'essai intitulé Mein Kampf, écrit par Adolf Hitler entre 1924 et 1925, est un manifeste politique qui énonce clairement les bases idéologiques du programme politique du parti nazi.

### Communisme

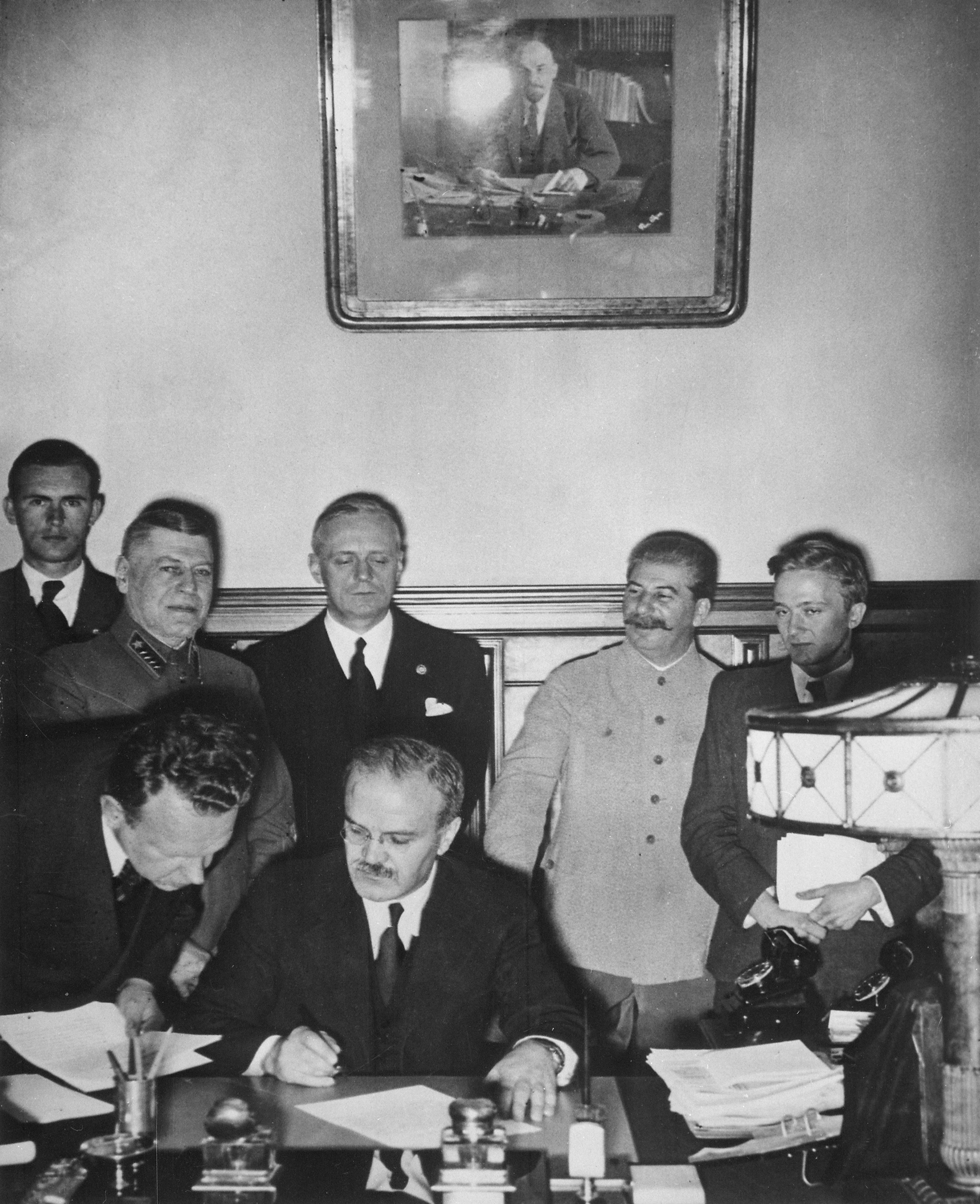
Signature du pacte germano-soviétique par Molotov, ministre soviétique des Affaires étrangères ; Joachim von Ribbentrop, le ministre allemand des Affaires étrangères est immédiatement derrière lui, à côté de Staline en arrière-plan ; en haut, un portrait de Lénine.

Le communisme est un courant de pensée de philosophie politique qui prône une société sans classes, ainsi qu'une organisation sociale sans État basée sur l'abolition de la propriété privée des moyens de productions et d'échange au profit de la propriété collective et fondée sur la mise en commun des moyens de production. Bien que ses racines soient très anciennes, on se réfère presque exclusivement pour en parler aux philosophes allemands du XIXe siècle Karl Marx et Friedrich Engels. Il présente une grande diversité de courants parfois antagonistes, mais se référant toujours à Marx.
Le communisme, à la différence du nazisme, trouve son application dans des pays différents parfois sur plusieurs décennies. Le premier régime se réclamant du communisme est la Russie bolchevique, en 1917, qui instaure dès l'origine la terreur rouge et qui catalyse bientôt la pensée communiste mondiale. L'anticommunisme nazi trouve son pendant dans le communisme antifasciste de l'entre-deux-guerres (qui trouve néanmoins une pause lors du pacte germano-soviétique et se déploie dans la résistance au nazisme) et post-1945, où cet antifascisme devient une identité du communisme. La propagande du IIIe Reich est en effet anticommuniste (et réprime les mouvements communistes) et l'URSS est anti-fasciste et, après la fin du pacte germano-soviétique, spécifiquement anti-nazie. Après la Seconde Guerre mondiale émergent d'autres régimes communistes (république populaire de Chine, République démocratique allemande).
Les États communistes sont tous des dictatures, généralement caractérisées par un système de parti unique. Bien que l'usage de la répression politique soit commune à tous ces États, celle-ci varie beaucoup dans ses formes et son intensité. Certains régimes comme l'URSS de Staline ou la Chine de Mao Zedong, souvent qualifiés de totalitaires, sont responsables de la mort de millions d'hommes. Le régime des Khmers rouges a mené une véritable entreprise génocidaire, aboutissant à la mort de 10 % à 20 % de la population du Cambodge. Dans d'autres régimes comme l'URSS post-stalinienne ou Cuba, la répression prend des formes beaucoup moins meurtrières, malgré la permanence de pratiques autoritaires (censure, interdiction de l'opposition, etc.).
Pour André Senik, le totalitarisme communiste était en germe dans Le Manifeste du Parti communiste et, pour Stéphane Courtois, Lénine est « l'inventeur du totalitarisme ».

## Ancrage historique de la comparaison

### Chefs d'État
Lors de la signature du pacte germano-soviétique en 1939, Staline présenta Lavrenti Beria à Ribbentrop comme « le chef de notre Gestapo » et lors de la conférence de Yalta en 1945, il le présenta au président des États-Unis Franklin Roosevelt comme « notre Himmler ».

### Intellectuels
Dans les années 1920, l'économiste libéral Ludwig von Mises avait déjà assimilé économiquement le nazisme à un socialisme, sachant que pour Mises, et encore aujourd'hui pour les libertariens des États-Unis, toute intervention de l'État dans l'économie, et par extension dans la société (les impôts par exemple), est considérée comme une caractéristique strictement socialiste.
En 1944, il écrit dans son ouvrage intitulé Omnipotent Government: The Rise of the Total State and Total War (Le gouvernement omnipotent aux Editions de la Librairie de Médicis), que « Huit des dix points (du Manifeste du Parti communiste de Marx et Engels) ont été exécutés par les nazis avec un radicalisme qui aurait enchanté Marx. Seuls deux points n’ont pas encore été complètement adoptés par les nazis, à savoir l’expropriation de la propriété foncière et l’affectation de la rente foncière aux dépenses de l’État (point n°1 du Manifeste) et l’abolition de l’héritage (point n°3). Cependant, leurs méthodes de taxation, leur planisme agricole et leur politique concernant la limitation des fermages vont chaque jour dans le sens du marxisme. ».
Pour Ludwig von Mises, fascistes et nazis se sont inspirés des méthodes bolcheviques : « Les bolchevistes ont fait un précédent. Le succès de la bande de Lénine a encouragé le clan de Mussolini et les troupes d'Hitler. Fascisme italien et nazisme allemand ont adopté les méthodes politiques de la Russie soviétique. La seule différence entre le nazisme et le bolchevisme est que les nazis avaient une beaucoup plus grande minorité aux élections précédant leur coup d'État que les bolcheviks aux élections russes de l'automne 1917. Les nazis n'ont pas seulement imité les tactiques bolcheviques pour prendre le pouvoir. Ils ont copié beaucoup plus. Ils ont importé de Russie le système du parti unique et le rôle privilégié de ce parti et de ses membres dans la vie publique, la position suprême de la police secrète, l'organisation à l'étranger de partis affiliés utilisés pour combattre leurs gouvernements nationaux, pour faire du sabotage et de l'espionnage, soutenus par des fonds publics et les services diplomatique et consulaire, l'exécution administrative et l'emprisonnement des adversaires politiques, les camps de concentration, le châtiment infligé aux familles des exilés. Ils ont même emprunté aux marxistes des absurdités comme la façon de s'adresser la parole, camarade du parti (Parteigenosse) tiré du camarade marxiste (Genosse) et l'usage d'une terminologie militaire pour tous les sujets de la vie civile et économique. La question n'est pas de savoir sous quel rapport les deux systèmes sont semblables, mais en quoi ils diffèrent. »
Cependant, c'est dans les années 1930 que Marcel Mauss va rapprocher communisme et fascisme (strictement dans ce sens) dans ses écrits sur le Bolchévisme. Mais, « Il faudra toutefois attendre la fin de la guerre pour que Hannah Arendt précise et popularise cette parenté en condamnant conjointement hitlérisme et stalinisme dans ses différents travaux sur les systèmes totalitaires qui auraient, à l'en croire, "banalisé le mal". Dans le climat de guerre froide qui régnait alors, cette assimilation entre les deux régimes rencontra un écho favorable dans de nombreux secteurs du monde occidental, et notamment dans les milieux russes, dont certains (ukrainien et géorgiens notamment) n'avaient pas répugné, durant l'occupation, à jouer contre Staline la carte nazie… ».
L'Allemand Kurt Schumacher, dirigeant du Parti social-démocrate d'Allemagne (SPD, gauche) après 1945, et contemporain du nazisme et du communisme soviétique, déclara que les communistes étaient des « nazis repeints ».
Dans la période de guerre froide et après la chute de l'URSS, différentes comparaisons entre stalinisme et nazisme ont été faites assimilant ainsi le communisme au nazisme (et non l'inverse). Ainsi, Ernst Nolte, Robert Conquest, Alain Besançon, ou Stéphane Courtois se sont penchés à partir d'analogies sur la question du communisme comme matrice du nazisme. L'historien François Furet répond à Ernst Nolte en apportant ses points de convergence et de divergence : cette correspondance est publiée en 1998 sous le titre Fascisme et communisme.

### Ouvrages

#### Le Livre noir du communisme
Dans son chapitre introductif Stéphane Courtois, qui a été maoïste dans sa jeunesse, rapproche les systèmes répressifs des nazis et des communistes, mais récuse l'assimilation des deux idéologies.
Stéphane Courtois pose la comparaison entre nazisme et communisme comme une question à traiter par les historiens. Il compare ainsi l'organisation des deux mouvements, ainsi que le nombre de victimes attribuées au communisme aux morts causés par le nazisme. Il établit un parallèle entre « génocide de race » nazi et ce qu'il nomme, à la suite d'Ernst Nolte, le « génocide de classe ». Le communisme étant, pour ses partisans, une idéologie égalitaire et humaniste, à la différence du nazisme, plusieurs historiens - à commencer par la moitié des auteurs de l'ouvrage (Karel Bartošek, Jean-Louis Margolin et Nicolas Werth) responsables de plus de la moitié de celui-ci - ont affirmé publiquement leur désaccord avec Courtois. Nicolas Werth, notamment, dit que « plus on compare le communisme et le nazisme, plus les différences sautent aux yeux ».
Selon Annette Wieviorka, directrice de recherche au CNRS, « Stéphane Courtois dresse une comparaison de la prise de conscience du génocide juif et de celle du communisme qui n'est qu'un tissu de contrevérités ou d'approximations », soulignant notamment que la Shoah n'est devenue un objet privilégié de la recherche historique que dans les années 1970 et ne s'est imposée dans la mémoire collective que dans les années 1980. Elle cite aussi François Furet (qui aurait dû rédiger la préface s'il n'était pas décédé prématurément) : le génocide des Juifs a « l'affreuse particularité d'être une fin en soi ».
Certains, malgré les démentis répétés du principal intéressé, ont vu dans cette comparaison une assimilation pure et simple, et à ce titre ont jugé bon de la dénoncer. Ainsi le journaliste Benoît Rayski accuse certains intellectuels, dont Stéphane Courtois, Alain Besançon, Ernst Nolte ou Jean-François Revel de vouloir décomplexer l'Occident à propos de la question du nazisme, afin de promouvoir leur propre anticommunisme.
Pour Jean-Jacques Becker « Stéphane Courtois n'est pas seulement un des meilleurs connaisseurs actuels du communisme, c'est un « combattant » [Stéphane Courtois] qui veut faire de l'histoire « efficace », c'est-à-dire exactement le contraire de l'histoire… ».
Revenant sur cette polémique en 2017, à l'occasion de la sortie d'une biographie de Lénine, Stéphane Courtois revient sur cette polémique : « En Europe de l'Est, où les gens ont souffert du communisme, la nature totalitaire de ce système n'est même pas l'objet d'un débat, tant l'évidence est là. C'est en Europe de l'Ouest, spécialement en France, que de beaux esprits ont d'étranges pudeurs pour appeler un chat un chat. Certains refusent de reconnaître qu'est apparu en Europe, au XXe siècle, un phénomène totalitaire qui est un type de dictature inédit. A fortiori tout un tas de gens, pas forcément communistes, refusent-ils toute comparaison entre communisme et nazisme. Ce refus procède du déni de réalité. Dans le même registre, dans la mouvance universitaire, que je connais bien, beaucoup n'ont pas envie qu'on dévoile la vérité sur Lénine, car ils tiennent à leur utopie d'un bon communisme qui aurait été dévoyé par Staline. Or, les faits sont là : le fondateur, et donc le grand coupable, c'est Lénine, dont Staline ne sera que le continuateur ».

#### Le Passé d'une illusion
Dans Le Passé d'une illusion, François Furet écrit : « La bourgeoisie, sous ses différents noms, constitue pour Lénine et pour Hitler le bouc émissaire des malheurs du monde. Elle incarne le capitalisme, pour l'un fourrier de l'impérialisme et du fascisme, pour l'autre du communisme, pour l'un et l'autre origine de ce qu'ils détestent ». Et il ajoute : « On n'en finirait pas de citer dans l'un et l'autre camp des textes dénonçant le régime parlementaire ou la mise en œuvre du pluralisme politique comme autant de tromperies bourgeoises »,,.
Il souligne également l'attrait du communisme et du fascisme auprès de certains intellectuels : « En mettant ensemble tous les auteurs européens célèbres qui ont été au XXe siècle, communistes ou procommunistes, fascistes ou profascistes, on obtiendrait un Gotha de la pensée, de la science et de la littérature ». La comparaison est pour l'auteur, nécessaire : « ce qui rend inévitable une analyse comparée n'est pas seulement leur date de naissance et leur caractère à la fois simultané et météorique à l'échelle de l'histoire. C'est aussi leur dépendance mutuelle. Le fascisme est né comme une réaction anticommuniste. Le communisme a prolongé son bail grâce à l'antifascisme. La guerre les a mis aux prises, mais après les avoir associés » ; cependant, il reconnaît que « la différence tient naturellement à ce que les deux discours n'ont pas la même ascendance intellectuelle ».
Il souligne encore le respect manifesté par Hitler envers le régime stalinien et Staline lui-même, en tant que « chef politique ». Pour preuve, il cite ces propos d’Hitler qu’il considère comme annonciateurs de la future alliance entre Staline et Hitler en 1939 et qui ont été rapportés par Hermann Rauschning dans « Hitler m'a dit », ouvrage dont « de nombreux historiens ont suspecté l'authenticité mais dont la plupart continuent d'estimer qu'il s'agit d'une source importante », selon Raoul Girardet qui l’écrit dans l’avant-propos de la réédition française de 2005 : « Ce n'est pas l'Allemagne qui va devenir bolchevique, vaticine Hitler devant Rauschning au printemps 1934, mais le bolchevisme qui se transformera en une sorte de national-socialisme. En plus, il y a plus de liens qui nous unissent au bolchevisme que d'éléments qui nous en séparent. Il y a, par-dessus tout, un vrai sentiment révolutionnaire, qui est vivant partout en Russie sauf là où il y a des juifs marxistes. J'ai toujours fait la part des choses, et toujours enjoint que les anciens communistes soient admis dans le parti sans délai. Le petit bourgeois socialiste et le chef syndical ne feront jamais un national-socialiste, mais le militant communiste, oui ».
« Ce qui m'a intéressé et instruit chez les marxistes, ce sont leurs méthodes. […] Tout le national-socialisme est contenu là-dedans. […] Les sociétés ouvrières de gymnastique, les cellules d'entreprises, les cortèges massifs, les brochures de propagande rédigées spécialement pour la compréhension des masses, tous ces nouveaux moyens de la lutte politique ont été presque entièrement inventés par les marxistes. Je n'ai eu qu'à m'en emparer et à les développer et je me suis ainsi procuré l'instrument dont nous avions besoin… ».
Cependant, l'authenticité des propos attribués à Hitler par Rauschning est réfutée par plusieurs auteurs, en particulier : Wolfgang Hänel (Hermann Rauschnings "Gespräche mit Hitler : eine Geschichtsfälschung", Ingolstadt, 1984, 136 p.), Fritz Tobias (« Auch Fälschungen haben lange Beine. Des Senatspräsidenten Rauschnings „Gespräche mit Hitler“ »), Karl Corino (Gefälscht! Betrug in Politik, Literature, Wissenschaft, Kunst und Musik, Greno, 1988, p. 91–105) et Eckhard Jesse (« Hermann Rauschning. Der fragwuerdige Kronzeuge », Ronald Smelser et al. Die braune Elite II: 21 weitere biographische Skizzen, Wissenschaftliche Buchgesellschaft, 1993). Quant à l'historien britannique Ian Kershaw, il a écrit : « Je n'ai pas une seule fois cité le Hitler m'a dit de Hermann Rauschning, ouvrage dont l'authenticité apparaît désormais si mince que mieux vaut carrément l'oublier » (lire Ian Kershaw, Hitler, tome I, Flammarion, 2000, p. 11).

#### Fascisme et communisme

##### La pensée «infréquentable» d'Ernst Nolte
Dans Fascisme et communisme, l'universitaire allemand Ernst Nolte entreprend une réponse aux propos de François Furet dans Le Passé d'une illusion, qui le citait notamment aux pages 195 et 196. Au cours de cet échange, Furet, tout en avouant sa dette envers Nolte, refuse sa thèse centrale, qui est de considérer le fascisme italien et le national-socialisme (il parle de « fascisme radical » en Allemagne et de « fascisme normal » en Italie), comme des idéologies essentiellement antimarxistes visant à répondre au totalitarisme bolchevique dont ils seraient des copies, certes « plus horrible[s] que l’original ».
François Furet évoque d'abord le « dialogue » nécessaire dans la conception des idéologies communiste, nazie et fasciste, issues de la matrice de la Première Guerre mondiale : « La guerre de 1914 a pour l'histoire du XXe siècle le même caractère matriciel que la Révolution française pour le XIXe siècle. D'elle sont directement sortis les événements et les mouvements qui sont à l'origine des trois « tyrannies » dont parle en 1936 Élie Halévy. La chronologie le dit à sa manière, puisque Lénine prend le pouvoir en 1917, Mussolini en 1922, et que Hitler échoue en 1923 pour réussir dix ans plus tard. Elle laisse supposer une communauté d'époque entre les passions soulevées par ces régimes inédits qui ont fait de la mobilisation politique des anciens soldats le levier de la domination sans partage d'un seul parti ».
Mais François Furet ne s'arrête pas à ce qui pourrait constituer une simple référence « de la version politico-logico-structurelle de Hannah Arendt et Carl Joachim Friedrich » ; il indique ainsi pourquoi « la pensée d'Ernst Nolte a fait l'objet, en Allemagne et en Occident, d'une condamnation si sommaire qu'elle mérite un commentaire particulier ». En effet, « un des mérites est d'avoir très tôt passé outre à l'interdiction de mettre en parallèle communisme et nazisme ». Selon François Furet, le fait que l'historien « devrait ignorer ce que l'avènement de Hitler doit à l'antériorité de la victoire bolchevique, et au contre-exemple de la violence pure érigée par Lénine en système de gouvernement ; enfin à l'obsession kominternienne d'étendre la révolution communiste à l'Allemagne […] empêche de faire l'histoire du fascisme ». « L'obsession du nazisme » a en effet été « dès l'origine, instrumentalisé par le mouvement communiste. [Elle] n'est jamais aussi visible et puissante qu'au lendemain de la Deuxième Guerre mondiale, quand l'Histoire, par la défaite de Hitler, semble donner un certificat de démocratie à Staline, comme si l'antifascisme, définition purement négative, suffisait à la liberté. De ce fait, l'obsession antifasciste a ajouté à son rôle nécessaire un effet néfaste : elle a rendu sinon impossible, du moins difficile, l'analyse des régimes communistes ».

##### Points de raccord entre fascisme et communisme

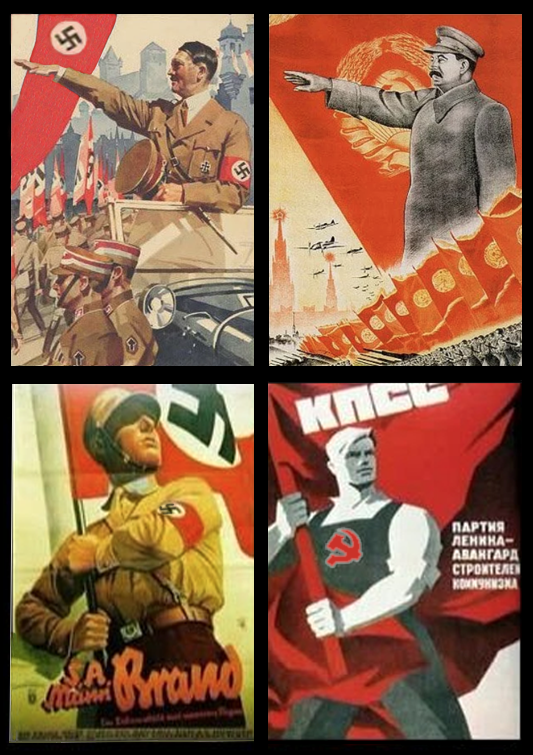
Affiches de propagande comparées nazies et soviétiques : les équipes de graphistes anonymes des deux systèmes, commanditées par l'État et produisant pour le domaine public sous les égides respectivement de la Propagandastaffel et de l'Izo-Narkompros, s'inspiraient les uns des autres, surtout pendant le pacte germano-soviétique. Par-delà les profondes divergences idéologiques, ces affiches traduisent surtout l'ambiance d'une époque, les années 1930 et 1940, où l'embrigadement des peuples et la dissolution des individus dans des sociétés disciplinaires punitives dirigées par des « guides » providentiels infaillibles, semblaient pouvoir venir à bout de la « grande dépression » et de ses suites.

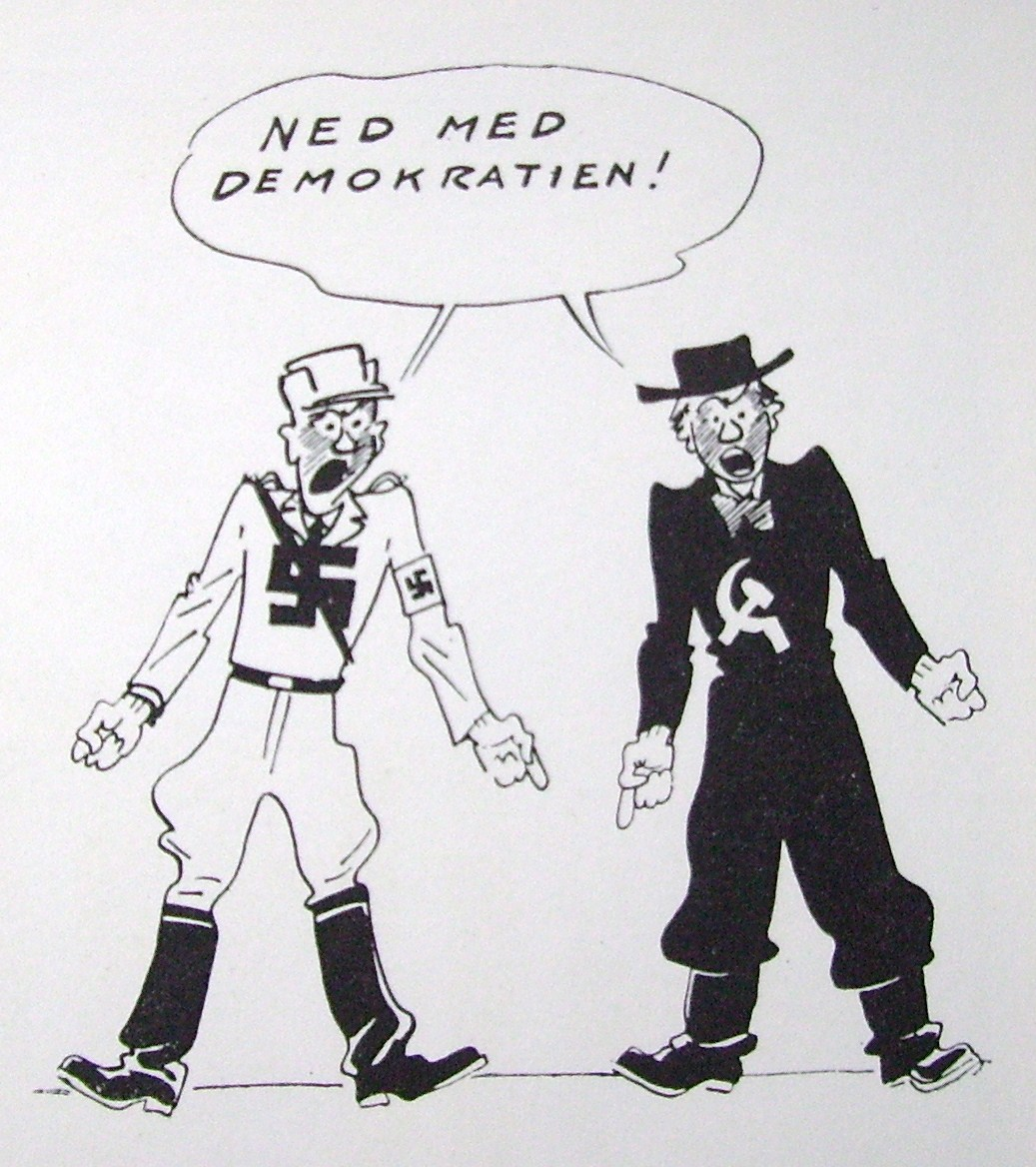
À bas les démocraties. Caricature suédoise de Dag W. Scharp, 1959

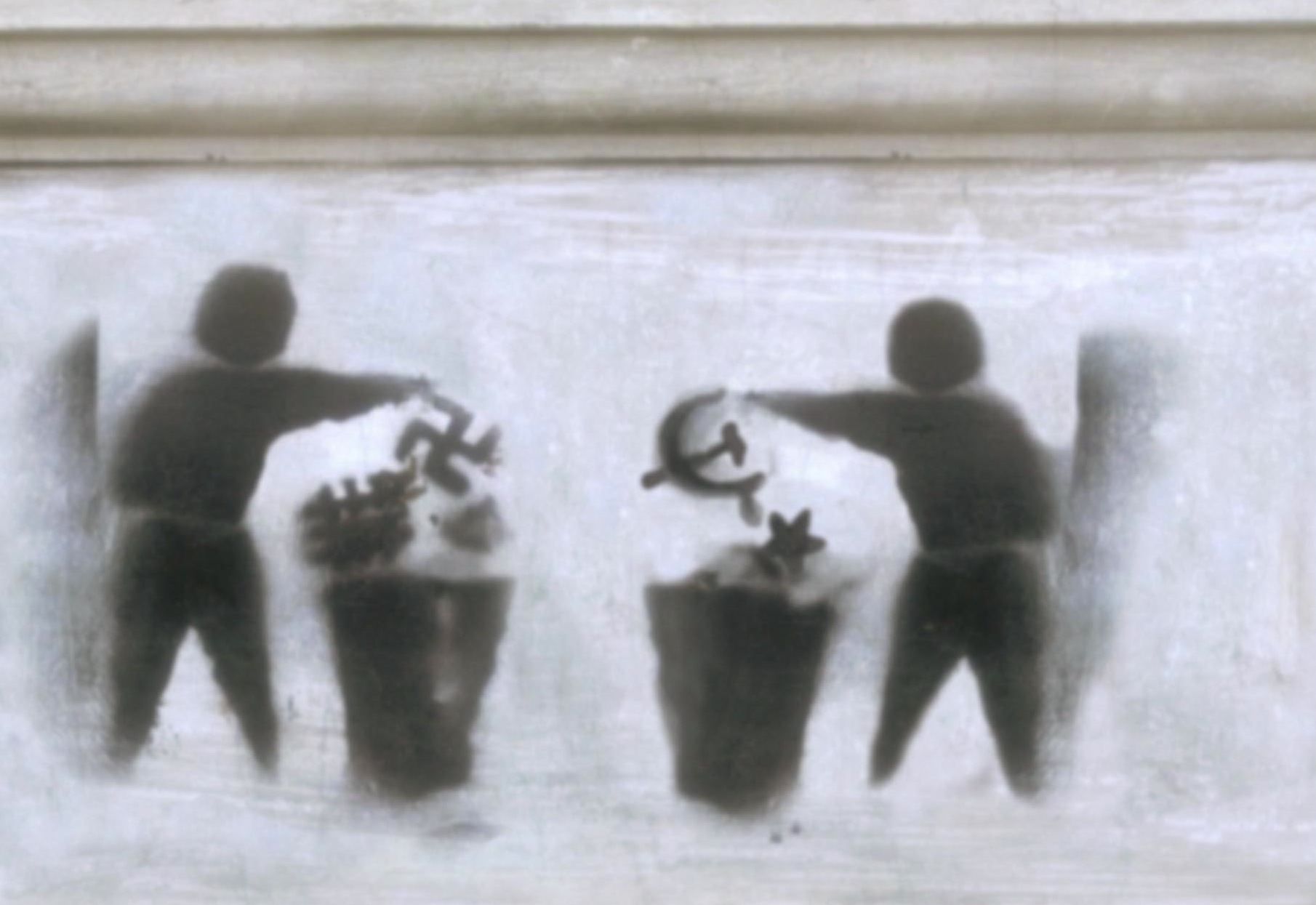
Tag anti-totalitaire sur un mur à Bucarest, 2013.

Ernst Nolte se distingue d'Hannah Arendt, qui rapprochait les idéologies en vertu de structures communes (embrigadement des masses, de l'économie, instauration d'un parti unique, etc.) ; il insiste, comme le dit Alain Besançon en 1998 sur la « généalogie de régimes s'érigeant sur les imperfections de la démocratie moderne […]. La haine du bolchevisme amène Adolf Hitler au pouvoir. Et l'antifascisme, en voilant les crimes d'un Staline derechef identifié comme défenseur du monde libre, permet à ce dernier de pérenniser son régime - au prix d'une sanglante imposture ». Ernst Nolte a ainsi avancé que « le système libéral, par ce qu'il offre de contradictoire et d'infiniment ouvert sur l'avenir, a constitué la matrice des deux grandes idéologies, communiste et fasciste » : le communisme s'y oppose en offrant une transcendance par un « universalisme démocratique » et le fascisme une protection « contre l'angoisse d'être libres et sans déterminations ». Les deux idéologies partagent en définitive la haine du monde bourgeois. C'est également face à un « déficit politique » de la démocratie contemporaine (qui passe notamment par une exclusion des masses au principe de décision, au profit de la bourgeoisie) que s'engage dans les idéologies communiste et fasciste une haine et une lutte contre le même ennemi : la démocratie bourgeoise.
François Furet n'apporte pas ici une réelle définition de fascisme et continue : « sur le plan idéologique, l'extrémisme universaliste du bolchevisme provoque l'extrémisme du particulier dans le nazisme. Sur le plan pratique, l'extermination de la bourgeoisie accomplie par Lénine au nom de l'abstraction de la société sans classes crée une panique sociale au point de l'Europe le plus vulnérable à la menace communiste ; elle fait triompher Hitler et la contre-terreur nazie ». François Furet se distingue pourtant de son collègue, en voyant le fascisme et le communisme comme « deux figures potentielles de la démocratie moderne » alors que Nolte insistait sur le « caractère réactif » des deux idéologies. Pour François Furet, « l'extrême droite allemande, et même la droite tout entière, n'ont pas besoin du communisme pour détester la démocratie […] d'ailleurs, certains de ses plus proches affidés [à Hitler], comme Goebbels, ne font pas mystère de détester Paris et Londres plus que Moscou ».
Ernst Nolte « a exprimé à plusieurs reprises son horreur de l'extermination des Juifs par les nazis, et même la singularité du génocide juif en tant que la liquidation industrielle d'une race », mais « il maintient l'idée que la suppression des bourgeois comme classe par les bolcheviks a montré la voie et que le Goulag est antérieur à Auschwitz ». Alors que François Furet parle d'un antisémitisme hitlérien ancien, qui annihilerait tout rapport de cause à effet entre les massacres entrepris par Lénine contre la bourgeoisie russe et l'extermination des Juifs par le IIIe Reich, Ernst Nolte y voit un « nexus causal », un précédent qui permettrait aux choses de s'enchaîner (mais il ne s'agit pas pour lui de l'unique cause). Il trouve dès lors injustifiée « l'idée que ce serait faire l'apologie du nazisme que de le considérer comme étant d'abord une réaction contre le bolchevisme ». Il trouve ainsi la réaction national-socialiste légitime, dans le sens où il y eût aussi des réactions nationalistes ailleurs en Europe ; mais cette réaction devient illégitime au moment où le national-socialisme commence à légiférer sur la privation des droits puis le processus de spoliation et d'extermination des Juifs. Au sein de l'Historikerstreit, il se place néanmoins en défenseur de l'intentionnalisme et reconnaît la « nature propre d'Auschwitz comparé au Goulag ». Sa réflexion s'achève sur cette question : « ne devrait-on pas juger plus sévèrement un mouvement dont les intentions peuvent être qualifiées de « douces » et qui, en réalité, partout où il s'est imposé par la violence, a provoqué un nombre gigantesque de victimes, plus sévèrement donc qu'un parti dont les intentions d'emblée sont à qualifier de mauvaises ? », établissant ainsi une ultime comparaison entre l'idéologie communiste prétendument démocratique et le nazisme, qui ne se cachait pas lui d'être anti-démocratique.

#### Autres
Dans son Cours familier de philosophie politique, le philosophe politique Pierre Manent distingue les régimes démocratiques, fondés sur la liberté, des régimes totalitaires, fondés sur la science : « Aucun gouvernement démocratique ne songerait à fonder sa légitimité sur la science, par exemple sur la connaissance que la science nous donne de la nature humaine, ou de l'histoire humaine. Se fonder sur une telle science, ce fut la prétention des régimes totalitaires. Le communisme prétendit mettre en œuvre la connaissance scientifique, élaborée par Marx, des lois de l'histoire, celle science de l'histoire appelée "matérialisme historique". Le nazisme, de son côté, prétendit mettre en œuvre la connaissance scientifique des lois de la nature humaine, celles en particulier gouvernant l'"inégalité des races" ». Par la suite, il s'interroge sur le mimétisme entre nazisme et communisme, pas un mimétisme sur des épisodes particuliers (par exemple les Grandes Purges staliniennes, qui auraient été inspirées par la Nuit des Longs Couteaux en Allemagne) mais un mimétisme causal, qui voudrait que le nazisme eût été une réaction au communisme : il réfute l'hypothèse d'un tel lien, tout en notant qu'il a existé une forme « d'émulation dans le crime » entre les deux idéologies ; « mais cela ne constitue en rien une circonstance atténuante pour le nazisme » conclut-il.
En 2018, l'historien Pierre Nora note au sujet de la mémoire des morts du communisme qu'en France, « il y a une rémanence de l’influence du Parti communiste qui a su longtemps diffuser et maintenir une image positive de lui-même. Si bien qu'aujourd'hui encore, ses crimes ne sont pas admis de manière aussi unanime que les crimes nazis », ajoutant également que cette prise de conscience a été tardive (à partir de L'Archipel du Goulag d'Alexandre Soljenitsyne en 1973), que ces crimes ont été davantage présents à l'Est qu'à l'Ouest et qu'il n'existe donc pas dans l'Hexagone d'organisations comparables aux associations de fils et filles de déportés : « il n'y a pas l’équivalent pour la mémoire communiste. Les vecteurs mêmes de la mémoire sont moins présents et moins pressants ».

### Camps
Au sujet des camps nazis et soviétiques, l'historien Johann Chapoutot écrit : « La question "qui a commencé ?" est une manière de poser celle du caractère comparable des violences de masse stalinienne et nazie. Disons d'emblée que cette comparaison, comme toute comparaison en histoire, est légitime et intellectuellement féconde. Comparer permet de cerner, de qualifier, de distinguer, de spécifier, donc d’établir le caractère singulier de tel évènement, de tel acteur ou de tel phénomène. Assimiler, c'est autre chose : cela consiste à rabattre du différent sur de l’identique, et du singulier sur du même ».
Rappelant la charge émotionnelle et politique importante d’une telle comparaison, ainsi que l'importance de la « querelle des historiens » et les analyses d'Ernst Nolte, qui considérait que le nazisme était une réponse à la violence soviétique (reprenant, selon ses détracteurs, l'argumentaire des nazis), l'historien note que les premiers camps mis en place après l'arrivée d’Hitler au pouvoir ne prennent pas pour modèle le goulag, présenté comme un repoussoir, alors que les camps allemands viseraient au contraire à réinsérer les détenus et à leur permettre de se réaliser par le travail. Toutefois, l'Allemagne de Hitler, celui-ci étant pris entre détestation et admiration vis-à-vis de Staline, s'inspire du Goulag à partir de 1941 quand elle envisage de déporter les Juifs vers le cercle polaire arctique, projet avorté en raison de la résistance soviétique, qui précipite ainsi l’Holocauste en Europe de l’Est. La grande famine ukrainienne nourrit aussi le projet Hungerplan, quoique le bilan stalinien provoqua la mort de quelques millions de personnes alors que le projet nazi prévoyait 30 millions de morts.
Ces chiffres permettent à Johann Chapoutot de bien distinguer les deux régimes : « Avec des moyens atroces et criminels, Staline reste inscrit dans un espace politique, au sens où il use de moyens inhumains pour imposer un pouvoir (central et soviétique) à des régions (l'Ukraine) ou à une société qu'il identifie comme rétive à ce projet de pouvoir ». A contrario, l’Allemagne nazie, si elle accepte la négociation avec son propre peuple, l'exclut vis-à-vis de l'extérieur, sa domination étant biologique et sa perspective eschatologique : il faut exterminer rapidement pour que la race aryenne survive. Cela explique donc la vitesse de la mise en place des centres de mise à mort nazis, en particulier contre les Juifs. L'historien ne met donc pas au même niveau « l'assassinat de millions de Juifs européens, [qui] revêt aux yeux de l’élite nazie, un sens biologique et eschatologique qui ne peut être assimilé à la violence de masse stalinienne », cela se confirmant dans le fait que la Solution finale ait été poursuivie jusqu'à la fin du Reich, « une spécificité nazie, tant par le rythme et l'intensité de l'assassinat de masse qu'elle constitue, que par les catégories qui y ont présidé ».

## Autres sources de comparaison

### Parmi les écrivains, historiens et philosophes
L'écrivain roumain et français Eugène Ionesco place sur le même plan dans ses écrits, Hitler et Staline, le nazisme et le communisme, qu'il nomme « les deux horribles cauchemars du siècle ».

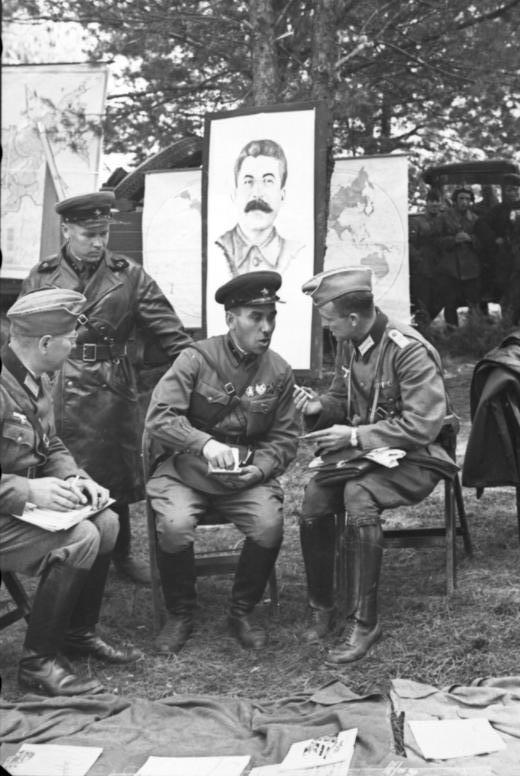
Soldats allemands et soviétiques réunis sous un portrait de Staline, lors du transfert de la ville de Brest sous contrôle soviétique, après l’invasion et le partage de la Pologne par l’Allemagne nazie et l’URSS, en 1939

Selon le théologien laïc Gérard Leroy, « la parenté profonde entre communisme et fascisme est dure à accepter, particulièrement pour ceux qui ont combattu le nazisme aux côtés des communistes » et, selon le philosophe Raymond Aron, qui qualifie de « religions séculières » le socialisme, le communisme et le nazisme, « les totalitarismes, nazi ou communiste, fonctionnent de la même manière, sur deux principes : la foi des militants et la peur des opposants ».
Dans L'erreur de l'Occident, Alexandre Soljénitsyne écrit en 1980 : « Le communisme montre plus de solidité et de longévité que le nazisme ; il met aussi beaucoup plus de finesse et d’intelligence dans sa propagande (…) » et « Du vivant même de Lénine, il n'y a pas eu moins d'innocents massacrés dans la population civile que sous Hitler, et pourtant les écoliers occidentaux, qui donnent aujourd'hui à Hitler le titre de plus grand scélérat de l'Histoire, tiennent Lénine pour un bienfaiteur de l'humanité » et « Le stalinisme n’a jamais existé ni en théorie ni en pratique, on ne peut parler ni de phénomène stalinien ni d’époque stalinienne, ces concepts ont été fabriqués après 1956 par la pensée occidentale de gauche pour garder les idéaux communistes ».
L'essayiste et romancière américaine, Susan Sontag, déclara en 1982 que « les gens de gauche », comme elle, « croyaient à, ou du moins appliquaient, un deux poids, deux mesures au langage angélique du communisme » ». Elle ajouta : « Le communisme est un fascisme — un fascisme qui a réussi, si vous voulez. Ce que nous avons appelé fascisme est, plutôt, la forme de tyrannie qui peut être renversée — qui a, en grande partie, échoué. Je répète : non seulement le fascisme (et le gouvernement militaire déclaré) est la probable destinée de toutes les sociétés communistes — particulièrement quand leur population est amenée à se révolter —, mais le communisme est en lui-même une variante, la variante la plus efficace, du fascisme ».
Pour l'historien Stanley Payne, qui recense une dizaine de similitudes fonctionnelles entre les régimes nazi et stalinien tout en soulignant qu'il ne cherche pas à démontrer que le communisme et le nazisme seraient essentiellement identiques, le système national-socialiste est le régime non-communiste qui, dans l'histoire, s'est le plus rapproché du régime communiste russe. Sous la direction de l'historien Henry Rousso, comparaison est faite entre communisme et nazisme dans Stalinisme et nazisme : Histoire et mémoires comparées, aux  Éditions Complexe. Pour Philippe Burrin, historien, professeur à l'Institut des hautes études internationales à Genève, même si « le communisme était une révolution sociale effectuée au nom d'une idéologie rationaliste, matérialiste et universaliste, et le nazisme une révolution politique prenant appui sur les élites conservatrices et fondée sur l'exaltation de la race et de l'instinct », « il n'en demeure pas moins possible de déceler entre les deux de nettes similitudes »,.
Le 14 novembre 1997, le philosophe, écrivain et journaliste Jean-François Revel qui a inventé la formule « La comparaison interdite : communisme et nazisme », a déclaré dans le journal Le Figaro : « Être assassiné par Pol Pot est-il moins grave que d’être assassiné par Hitler ? Il n’y a pas lieu d’établir de distinction entre les victimes des totalitarismes "noir" ou "rouge". Le totalitarisme nazi n’a pas fait mystère de ses intentions : il entendait éliminer la démocratie, régner par la force et développer tout un système de persécutions raciales. On nous dit que les communistes avaient un idéal. Je suis presque enclin à trouver cela encore pire. Parce que cela signifie que l’on a délibérément trompé des millions d’hommes. Parce que l’on a ajouté ainsi aux crimes le mensonge le plus abject »(courante citation apocryphe de Revel, résumant sa pensée : « Le communisme, c'est le nazisme, le mensonge en plus »).
L'écrivain espagnol Jorge Semprún a expliqué comment le camp de Buchenwald avait été créé par les nazis en 1937 pour interner les opposants au nazisme avant d'être utilisé par les Soviétiques pour y interner les opposants au communisme, après avoir été libéré par les Américains de la IIIe armée de Patton, le 11 avril 1945.
L'historien Pierre Chaunu qualifie le nazisme et le communisme de « jumeaux hétérozygotes », dans un article de la revue Commentaire, intitulé « Les jumeaux malins du deuxième millénaire ».
En 1998, l'écrivain Alain de Benoist, théoricien du mouvement de la Nouvelle Droite, justifie la comparaison entre les deux idéologies, en particulier par « l'étroite imbrication dialectique de leur histoire » (« Tout comme le système soviétique a puissamment mobilisé au nom de l'« anti-fascisme », le système nazi n'a cessé de mobiliser au nom de l'anti-communisme »).
L'académicien et historien français Max Gallo parle du communisme et du nazisme comme des « totalitarismes complémentaires, le Rouge et le Noir ». Il qualifie par ailleurs le Pacte germano-soviétique de « Pacte des Assassins, entre communistes et nazis ».
Selon Christophe Geffroy, Alexandre Soljénitsyne a comparé « l’horreur absolue du communisme » à celle du nazisme, « bien avant les travaux fondamentaux de François Furet et Stéphane Courtois ».
En 2008, le philosophe et historien libéral Philippe Nemo, liste les points communs qui existent selon lui entre le nazisme, le socialisme et le communisme, dans un ouvrage intitulé Les Deux Républiques françaises.
Selon l'écrivain juif britannique Hyam Maccoby (université de Leeds) et l'historien Bernard Lewis (université de Princeton) les propos de Karl Marx dans un article intitulé Sur la Question juive, écrit en 1843 et publié en 1844, ne seraient pas simplement anti-religieux mais aussi antisémites, et auraient inspiré les membres du Parti national-socialiste ainsi que les soviétiques,.
Thierry Wolton, auteur d’Une histoire mondiale du communisme chez Grasset, note que « la gémellité du communisme soviétique et du nazisme est un fait historique. Les deux totalitarismes se ressemblent dans leur mode de fonctionnement et leur pratique politique. Haine de la démocratie, des valeurs humanistes, de la liberté de l'individu : ce sont des traits qui leur sont communs. Au demeurant, la gémellité entre les deux systèmes n'a rien d'étonnant si l'on songe qu'ils apparaissent grosso modo au même moment, et qu'ils ont un terreau analogue, celui d'une Europe bouleversée par la Première Guerre mondiale, même si ce facteur a plus joué en Allemagne qu'en Russie. Il reste, à l'évidence, des différences entre les deux systèmes, et d'abord le fait que les crimes du communisme ont été commis au nom de la lutte des classes tandis que ceux du nazisme l'ont été au nom de principes racistes. Mais le nazisme a été vaincu par la guerre, ce qui n'est pas le cas du communisme, qui s'est effondré de lui-même, à l'exception du Cambodge, où le régime khmer rouge a disparu à la suite d'un conflit armé avec le Vietnam. Il n'y a pas eu de Nuremberg du communisme. À l'exception de quelques Khmers rouges jugés à Phnom Penh, aucun procès n'a été fait aux criminels communistes, et pas plus au système lui-même dans son principe. D'où [une] indulgence rétrospective ». À l'occasion de la publication du tome 3 de son histoire mondiale du communisme, il ajoute : « Le meilleur allié du communisme a été le nazisme et le plus utile des idiots, si l'on peut dire, fut Hitler. Les deux totalitarismes se sont entraidés avant de se combattre ».
Pour le philosophe et dissident bulgare Jeliou Jelev, devenu le premier président démocratiquement élu de son pays, il n'y a « aucune différence fondamentale entre les systèmes nazi et communiste, et si différence il y avait, elle n'était pas en faveur du communisme ».

### Dans la littérature et le cinéma
- Dans le roman écrit en 1949 et intitulé La Vingt-cinquième Heure, l’écrivain roumain Virgil Gheorghiu raconte l’existence et les périples d’un simple paysan qui subit au quotidien, de 1938 à 1948, les conséquences des discriminations raciales de l'idéologie fasciste en Roumanie et Hongrie, puis nazie en Allemagne, et enfin celles, sociales et politiques, du totalitarisme communiste victorieux. Un film du même titre en a été tiré en 1966 par Henri Verneuil.

- Dans son roman intitulé Vie et Destin (1955-1960), Vassili Grossman oppose nazis et communistes à partir des contenus différents de leurs idéologies, mais les rassemble quant à la servilité humaine qu'ils encouragent, notamment en mettant face à face un vieux bolchevique et un officier national-socialiste, qui déclare au premier : « Regardez-vous, nous nous ressemblons ; le monde, pour vous comme pour nous, n'est-il pas volonté ? »[72]. Dans Tout Passe (1955-1960), il écrit : « Pour massacrer, il était nécessaire de déclarer que les koulaks n'étaient pas des êtres humains, tout comme les Allemands déclaraient que les Juifs n'étaient pas des êtres humains. Lénine et Staline dirent donc : les koulaks ne sont pas des êtres humains ».

- Le documentaire The Soviet Story, réalisé par le cinéaste letton Edvins Snore (en), archives, citations et interviews d'historiens à l'appui, argue que le nazisme et le communisme stalinien puisent aux mêmes sources idéologiques, qu'ils se sont mutuellement influencés et qu'ils ont collaboré dès 1935, y compris sur le terrain de l'antisémitisme, Staline livrant aux nazis les juifs allemands réfugiés en URSS[73].

- Le film intitulé Katyń, réalisé par le cinéaste polonais Andrzej Wajda et diffusé à partir du 17 septembre 2007, jour anniversaire de l'invasion de la Pologne par les soviétiques en 1939, raconte le Massacre de Katyń, crime de masse perpétré par les soviétiques et longtemps attribué par les communistes aux nazis allemands. En France, où la victoire gaulliste aux côtés, entre autres, des soviétiques en 1945, et la Résistance unie à partir de juin 1941, communistes inclus, font partie de l'identité nationale (depuis la Libération), Jean-Luc Douin critique Andrzej Wajda dans un article publié dans Le Monde du 1er avril 2009, pour « le renvoi dos à dos des nazis et des soviétiques comme prédateurs du territoire national » et « sur l'étrange confusion entre Katyń et le génocide des juifs ». Cette analyse suscite une vigoureuse prise de position de l'ancien dissident polonais, Adam Michnik, publiée dans Le Monde du 15 avril 2009, dans laquelle il se déclare consterné par la « troublante ignorance » du quotidien français : « À l'époque, la Pologne fut morcelée par deux puissances totalitaires liées par le pacte germano-soviétique. La terreur dans les deux parties occupées du pays fut comparable ; la brutalité et la cruauté avec lesquelles les deux occupants emprisonnaient et assassinaient les Polonais étaient les mêmes. […] En Europe occidentale, […] le dogme idéologique interdisait de mettre côte à côte les crimes d'Hitler et ceux de Staline. La critique du Monde est donc prisonnière de ce dogme, alors que Wajda le défie. Le metteur en scène polonais brise le mur du silence. […] Ce fut un sujet tabou pour la gauche française. Pendant de longues années, elle garda le silence autour de l'invasion de la Pologne par l'Armée rouge, des crimes des Soviétiques, de même que sur Katyń. Jusqu'à aujourd'hui, ce tragique événement historique est un cadavre dans le placard de la gauche française, si longtemps indulgente à l'égard du Grand Linguiste, Joseph Staline »[74].

- Le film L'Œuvre sans auteur, sorti en 2018, illustre deux caractéristiques communes au nazisme et au communisme, l'eugénisme et le dirigisme artistique[75].

### Dans l'Église catholique
Au sein de deux encycliques quasiment simultanées, Mit brennender Sorge publiée le 10 mars 1937 et Divini Redemptoris publiée le 19 mars 1937, le Pape Pie XI établit un parallèle entre les deux idéologies, souligne les analogies qui existent entre elles et condamne dans la première la doctrine nazie comme « fondamentalement antichrétienne » et dans la seconde le communisme comme « intrinsèquement pervers ». Le pape Jean-Paul II compare avortement, nazisme et communisme dans un livre de souvenirs où il met en garde contre les « idéologies du mal »,.
S’exprimant sur son ouvrage La Liberté des hommes. Lecture politique de la Bible, Armand Lafferère écrit : « Les véritables totalitarismes - le nazisme et le communisme - ont toujours considéré, et avec raison, la Bible comme la plus grande ennemie de leurs ambitions démentes. Il y a à cela une raison précise : les textes bibliques comprennent, en plus de leur contenu spirituel, une réflexion longue et sophistiquée sur le pouvoir politique. Les conclusions de cette réflexion sont sans ambiguïté. La Bible répète sans cesse qu’il faut se méfier des hommes de pouvoir, quels qu’ils soient, parce qu’ils ne peuvent pas échapper à la tendance qui est au centre de la nature humaine ».

## Reconnaissance des victimes du nazisme et du communisme

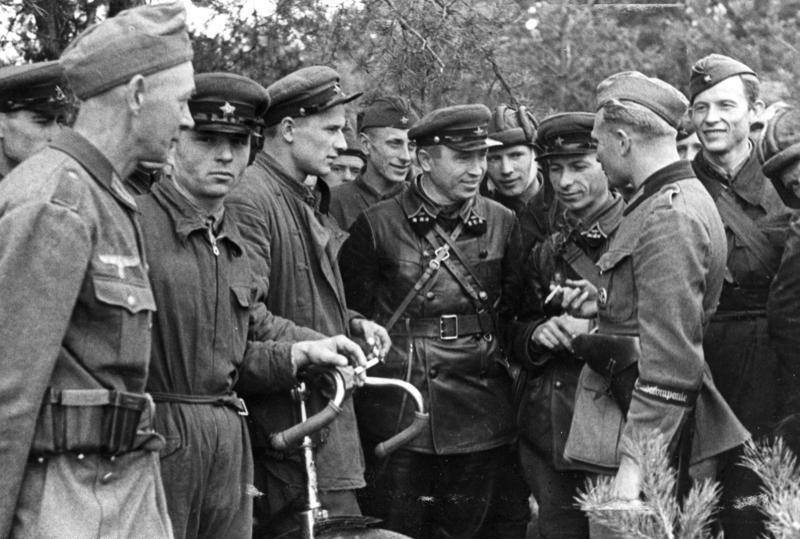
Militaires nazis et soviétiques fraternisant en septembre 1939 : les hommes à casquette portent l'uniforme des commissaires politiques... que les nazis chercheront à exterminer un an plus tard.

### Commémoration européenne
À l'encontre de la concurrence mémorielle, le parlement de l'Organisation pour la sécurité et la coopération en Europe adopte le 3 juillet 2009 un texte (dit Déclaration de Vilnius (en)) condamnant tous les régimes totalitaires communistes et nazis de l’Histoire européenne et leur éventuelle glorification.
Par une décision du 3 juin 2008 (en) le même parlement décide que la journée du 23 août deviendra la Journée européenne de commémoration des victimes du stalinisme et du nazisme (International Black Ribbon Day).
Cette commémoration inaugurée en 2009 correspond au 70e anniversaire du pacte germano-soviétique, signé le 23 août 1939.
Depuis l'ouverture du rideau de fer et des archives en 1989, des musées sont créés dans les anciens pays de l'est de l'Europe ayant souffert du nazisme et du communisme, en mémoire des grandes épreuves subies pendant cinquante années.

## Critiques de la comparaison nazisme-communisme

### Au Royaume-Uni
Dans les années 1930, la comparaison entre les deux systèmes venait à l'esprit de beaucoup de conservateurs britanniques. Et pourtant un homme d'État aussi viscéralement anticommuniste que Sir Winston Churchill la récusa en plaidant l'alliance avec l'URSS contre Hitler, même après les pactes germano-soviétique de 1939 (celui de non-agression en août puis d'amitié en septembre qui valide la partition de la Pologne) et dont il fit porter toute la responsabilité sur les démocraties occidentales qui signèrent en 1938 les accords de Munich[réf. nécessaire]. À ses yeux Mein Kampf était « le nouveau Coran du fanatisme et de la guerre, emphatique, verbeux, informe, mais prégnant dans son message ». En 1939, la politique étrangère de l'URSS lui paraissait certes une énigme mais de par divers indices marquée par « l'intérêt national russe ». En août 1942 à l'occasion d'une visite avec le diplomate américain William Averell Harriman à Moscou, soit un an après le déclenchement de l'opération Barbarossa, il s'écria : « Si Hitler avait envahi l'enfer, je me serai débrouillé pour dire au moins un mot favorable sur le Diable à la Chambre des Communes »[réf. nécessaire].

### En Roumanie
L'historien roumain du communisme Victor Frunză, ancien membre du P.C.R., considère que « nazisme et communisme ne sont pas comparables, parce que le premier, resté fidèle à ses racines idéologiques naturalistes, a séduit et entraîné d'abord son propre peuple dans un projet historique conformément auquel il a terrorisé et opprimé ses opposants et des peuples étrangers ou définis comme tels, tandis que le second, tournant le dos à ses racines idéologiques humanistes, a terrorisé et opprimé non seulement ses opposants mais d'abord son propre peuple : les prolétariats des pays où il a pris le pouvoir, alors qu'il a séduit et mobilisé intellectuels, syndicalistes, ouvriers et même prêtres chez des peuples étrangers ».

### En Allemagne
L'écrivain Thomas Mann a écrit en 1942 : « Placer sur le même plan moral le communisme russe et le nazi-fascisme, en tant que tous les deux seraient totalitaires, est dans le meilleur des cas de la superficialité, dans le pire c’est du fascisme. Ceux qui insistent sur cette équivalence peuvent bien se targuer d’être démocrates, en vérité, et au fond de leur cœur, ils sont déjà fascistes ; et à coup sûr ils ne combattront le fascisme qu’en apparence et de façon non sincère, mais réserveront toute leur haine au communisme ». Ce point de vue est aussi celui des partis communistes qui, partant du postulat que le communisme reste fondamentalement humaniste et égalitaire, et qu'il vise toujours l'instauration d'une société plus équitable, considère les crimes des états communistes comme des « erreurs », des « dérives », des « accidents de parcours » ou des « nécessités historiques dues aux agressions impérialistes », et donc, logiquement, les dissidents et les critiques comme des « alliés objectifs du capitalisme et du fascisme ».

### En France
Pour l'historien de la Russie Jean-Louis Van Regemorter : « Ces amalgames simplistes ne risquent-ils pas d'éloigner l'historien de sa déontologie traditionnelle qui consiste à analyser et à comprendre ? ».
De même Georges Mink et Jean-Charles Szurek s'interrogent sur la valeur de cette comparaison : « À quoi sert-il de comparer les crimes et dans quel but ? si on ne les rapporte au système social dont ils sont issus, à l'origine de ce système, à son projet, à son histoire ? À cet égard, tout distingue le communisme du nazisme. Et d'abord le fait que le communisme a modelé en profondeur les structures sociales et économiques des pays, en général peu développés et majoritairement paysans, où il s'est implanté. ».
L'historien français Marc Ferro estime que le stalinisme et le nazisme ne sont pas comparables car ce sont deux philosophies totalement différentes qui sont nées dans des contextes et de manière opposés. Sur un plan historiographique et méthodologique, il regrette ce qu'il voit comme l'« obsession » de la comparaison entre les deux régimes.
Revenant sur la thèse de Stéphane Courtois selon laquelle le « génocide de race » nazi vaut le « génocide de classe » stalinien, l'historien spécialiste de l'URSS Jean-Jacques Marie a dénoncé le fait que cette comparaison repose sur une fausse citation de Staline : « À la page 19 du Livre noir du communisme, Stéphane Courtois écrit : “Le mot officiel de Staline […] était d'exterminer les koulaks en tant que classe.” Stéphane Courtois remplace “liquider” par “exterminer” et s'appuie sur cette citation modifiée pour affirmer : “ici le génocide de « classe » rejoint le génocide de « race ».” Donc le “communisme” par Staline interposé et le nazisme sont jumeaux puisque l'un tente d'exterminer une couche sociale et l'autre une race. Il est fâcheux que pour étayer cette affirmation Stéphane Courtois commence par trafiquer la formule de Staline. Les guillemets et le mot “officiel” n'y changent rien ».
Selon Stéphane Courtois encore, « la mort de faim d’un enfant de koulak ukrainien délibérément acculé à la famine par le régime stalinien vaut la mort de faim d’un enfant juif du ghetto de Varsovie… »

Pour Gilles Perrault cette affirmation ne tient pas la route car si l'enfant ukrainien survit, il pourra continuer sa vie a priori normalement alors que si l'enfant juif survit, il sera de toute manière tué par les nazis en tant que tel, en tant que juif considéré comme sous-homme. Mark Tauger, de l'Université de Californie est du même avis.
Pour Andrea Graziosi, l'Holodomor est cependant très différent de la Shoah : « Il ne se proposait pas l’extermination de la nation ukrainienne tout entière, il ne reposa pas sur le meurtre direct des victimes, il fut motivé et élaboré théoriquement et politiquement — peut-on dire « rationnellement » ? — et non pas sur des bases ethniques et raciale. ».
Deux des auteurs du Livre noir du communisme (Nicolas Werth et Jean-Louis Margolin) remettent en cause les thèses introductives de Courtois : « On chercherait cependant en vain, dans le chapitre introductif comme dans le reste de l'ouvrage, la discussion serrée et approfondie que nécessiteraient des questions aussi complexes et délicates que la comparaison entre fascisme et communisme, ou la présence de potentialités terroristes dans la théorie marxiste elle-même ».
Quelques années plus tard, Nicolas Werth cite Hannah Arendt dans ce sens, à propos du parallèle entre les camps de concentration soviétiques et des camps nazis : « le Purgatoire » et « l'Enfer » :
« Le Purgatoire est représenté par les camps de travail en Union soviétique, où l'abandon se combine avec un travail forcé chaotique. L'Enfer, au sens littéral du terme, a été incarné par ces types de camps, réalisés à la perfection par les nazis : là l'ensemble de la vie fut minutieusement et systématiquement organisé en vue des plus grands tourments ». Nicolas Werth explique avoir trouvé confirmation de ce diagnostic ancien « dans les archives de l'immense bureaucratie goulaguienne ». Il y estime la mortalité dans les camps de concentration soviétiques dans l'avant-guerre entre 3 et 7 % et dans l'après-guerre entre 0,4 et 1,2 %. Il récusait ainsi « le point central » du parallèle entre les camps de concentration soviétiques et nazis : « Point important à préciser : en aucun lieu, ni à aucun moment, la mortalité des camps de travail soviétiques n’a atteint celle que l’on a pu observer dans les camps de concentration nazis durant la guerre, et qui était de l’ordre de 50 à 60 % ».
Il a à cet égard dès 1993 drastiquement et explicitement révisé à la baisse le chiffrage du nombre d'arrestations, de détenus, de leur mortalité au goulag ou même du nombre d'exécutions, donnés par Soljenitsyne en 1974 comme par Robert Conquest en 1971, entre 1921 à 1953. Presque toujours d'une période à l'autre des centaines de milliers et non des millions ou dizaines de millions. Un million de personnes furent arrêtées en deux ans entre 1936 et 1938, 500 000 personnes environ exécutées pendant la Grande Terreur « pour crimes contre-révolutionnaires ». En 1953 à la mort de Staline, il y avait à peu près 2 400 000 à 2 500 000 prisonniers et non 12 millions comme on le disait jusqu'ici[source insuffisante].
Les chiffrages du nombre de victimes qui périrent du nazisme sont, eux, restés pratiquement inchangés et se comptent entre 1939 et 1945 par dizaines de millions : les juifs, les tsiganes, les « sous-hommes » slaves polonais, soviétiques et yougoslaves, les populations allogènes, les prisonniers politiques, les handicapés. 330 000 handicapés ont été tués « involontairement » dans des opérations de stérilisation effectuées en Allemagne entre 1933 et 1939 ; et, d'après Philippe Burrin, à partir de 1939, 95 273 handicapés ou détenus malades allemands sont éliminés, par opération d'injection. Par ailleurs les nazis réprimèrent toujours les communistes, ces derniers étant les premiers à voir leur activité politique interdite en Allemagne (début 1933). Les divers courants communistes eurent un rôle très important dans la résistance allemande antinazie de 1933 à 1945. L'historien Gilbert Merlio écrit que « les communistes ont été les opposants les plus décidés et les plus actifs au nazisme ».
Pour le philosophe et théoricien trotskyste Daniel Bensaïd, François Furet et Stéphane Courtois se sont livrés à « une entreprise de brouillage de repère », les promesses de la Révolution d'Octobre ne devant pas être effacées par les horreurs du stalinisme tout comme la Révolution française ne devait être oubliée à cause de la Terreur et des reculs ultérieurs. Il rejette l'amalgame fait par Courtois entre stalinisme et communisme et considère au contraire ces deux termes comme antagonistes, le stalinisme étant « la contre-révolution bureaucratique » du communisme. Il critique également le décompte des morts fait par Courtois qui amalgame famines et guerre civile avec les purges staliniennes. Pour Bensaïd, même si Trotsky parlait d'Hitler et Staline comme « d'étoiles jumelles » les différences entre stalinisme et nazisme sont importantes, le nazisme accomplissant son programme mortifère, le stalinisme s'édifiant « à l'encontre du projet d'émancipation communiste » et devenant « le pays du mensonge ».
Selon la Fédération nationale des déportés et internés résistants et patriotes, proche du Parti communiste français, sans minimiser les crimes du communisme stalinien, faire l'amalgame entre nazisme et communisme est dénaturer l'histoire, le nazisme étant un phénomène unique. La FNDRIP s'est opposé à la création de la « plate-forme pour la mémoire et la conscience de l’Europe » soutenue par de nombreux pays de l'Est et qui met sur le même plan les crimes du nazisme et du communisme. Pour la FNDRIP, cette plate-forme est la conséquence de la résolution adoptée par le Parlement européen le 2 avril 2009 sur la Conscience européenne et le totalitarisme, qui créé le 23 août jour anniversaire du pacte germano-soviétique, une journée consacrée aux « victimes de toutes les dictatures totalitaires et autoritaires ».
Le philosophe Fabrice Midal réfute toute comparaison entre le nazisme et le communisme car, selon lui, « le nazisme dépend […] d'un rapport profond à la rationalité de la production industrielle », dans lequel « réside l'aspect de nihilisme absolu qui est le sien - et qui le distingue de tous les autres crimes, y compris le goulag ».
Toute critique qu'elle fut au début des années 1980 à l'égard de ce qu'on appelait alors « le socialisme réel », l'historienne politologue, Lilly Marcou, enfant juive fut sauvée en Roumanie par l'armée rouge, estimait déjà qu'il y avait « confusion pénible », « amalgame dangereux », dans « les comparaisons abusives, voire stupides et de toute façon fausses entre le nazisme et le stalinisme, entre Hitler et Staline ». Ce fut grâce à Staline et à l'Armée rouge, dit-elle, que l'Europe de l'Ouest a été sauvée du nazisme, et a pu prospérer après 1945 dans la paix et la démocratie.
« Peut-on imaginer ce que serait devenue l'humanité, si à la place de Staline, Hitler avait gagné la guerre ? » ; (…) « Lorsqu'on a eu cette double expérience du fascisme vécu en tant que juif et du stalinisme vécu en tant que bourgeois, il faut mettre les choses à leur place et retrouver une authentique échelle de valeurs ».